# Бюль (Баден)
Бюль (нем. Bühl) — город в Германии, районный центр, расположен в земле Баден-Вюртемберг.
Подчинён административному округу Карлсруэ. Является вторым по величине городом района Раштат. Имеет совместные органы управления с коммуной Оттерсвайер.

## География
Бюль расположен на высоте от 123 до 1038 м над уровнем моря. Это определило сельскохозяйственную ориентацию города, в которой доминируют выращивание винограда и фруктов. В покрытых лесом участках гор Шварцвальд ведётся заготовка древесины. Город расположен по обеим сторонам ручья Зандбах и его притока Бюльот.

## История

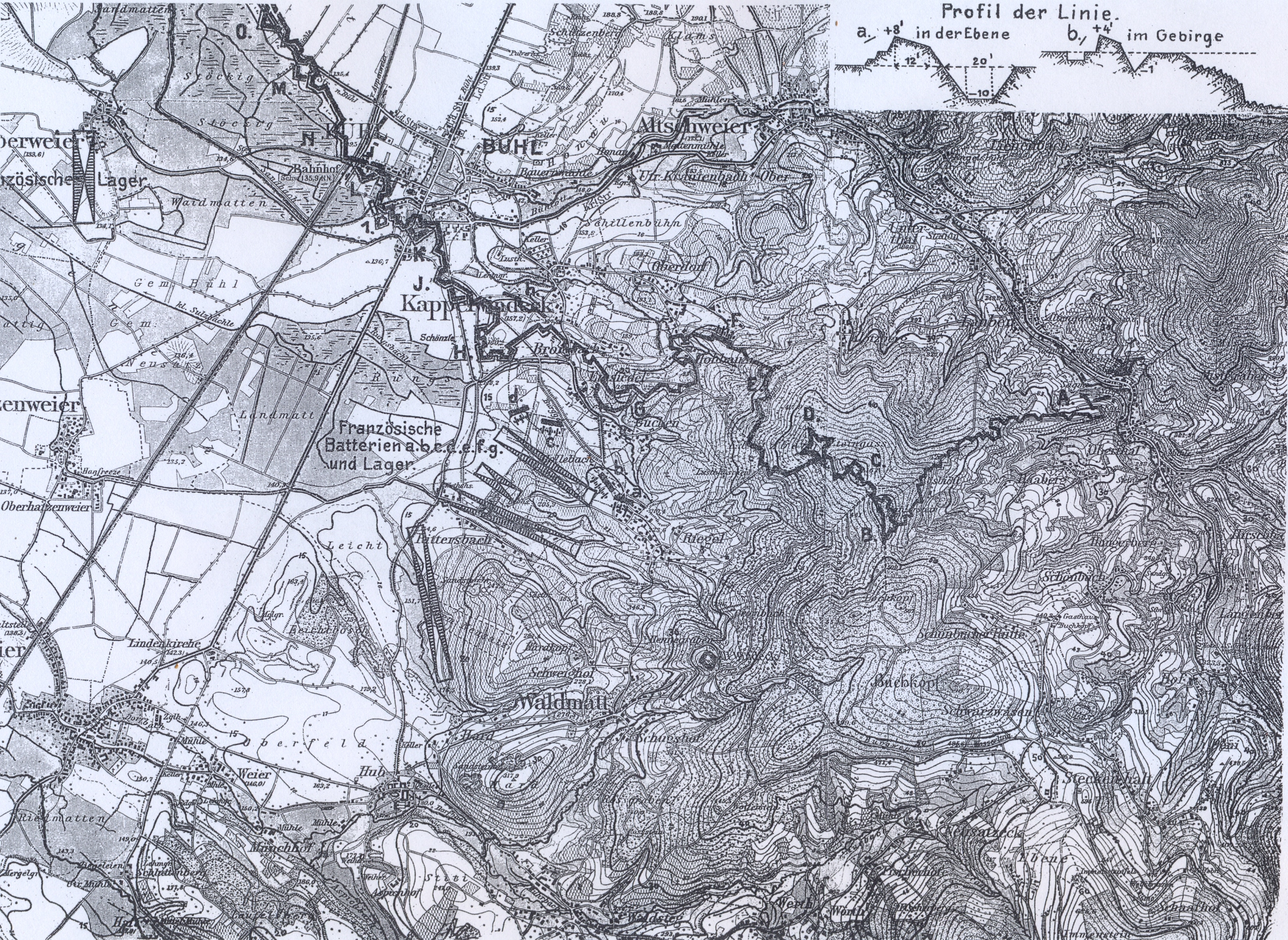
Южная часть Бюльско-Штольхофенской линии

### До XVIII века
Первое документально подтверждённое упоминание о поселении относится к 1149 году. В 1200 году в непосредственной близости от поселения была построена крепость Виндек. Виндекская династия контролировала окрестные территории в течение нескольких веков. Название Бюль впервые упоминается в 1283 году при передаче Буркардом Крутенбахским даров Шварцахскому монастырю. В 1370 или 1371 году Бюль и прилежащие деревни сильно пострадали из-за междоусобицы Райхарда Виндекского с городом Страсбург. Король Рупрехт в 1403 году даровал Райнхарду Виндекскому право торговли.
В 1514 году было начато строительство приходской церкви Петра и Павла.
Строительство было завершено в 1524 году. Во время охоты на ведьм в 1556-1661 годах в Бюле были обвинены 141 человек, 33 разбирательства окончились казнями.
К 1561 году крепость Виндек превратилась в руины. Самое позднее с этого времени династия Виндек проживает в их дворцовой усадьбе в Бюле. Сейчас на месте усадьбы находится трактир «Бадский двор». Род Виндеков прекратил своё существование в связи со смертью последнего представителя мужского пола Юнкера Якоба Виндекского в 1592 году.
Во время Тридцатилетней войны в 1622 году хорватские войска во время своего вторжения разорили Бюль. С 1632 по 1634 года и в 1643 году населённый пункт был занят шведскими войсками. Война Аугсбургской лиги привела к почти полному разрушению Бюля в 1689 году. С 1703 по 1707 в окрестностях населённого пункта происходили сражения войны за испанское наследство. Под командованием маркграфа Баденского Людвига Вильгельма была организована успешная оборона Бюльско-Штольхофенской линии.
В 1776 году город Бюль продан семьёй Вальдердорфов маркграфу Карлу Фридриху Баденскому. С 1788 года администрация Штайнбахского округа (ранее Ибергского) была перенесена в Бюль.

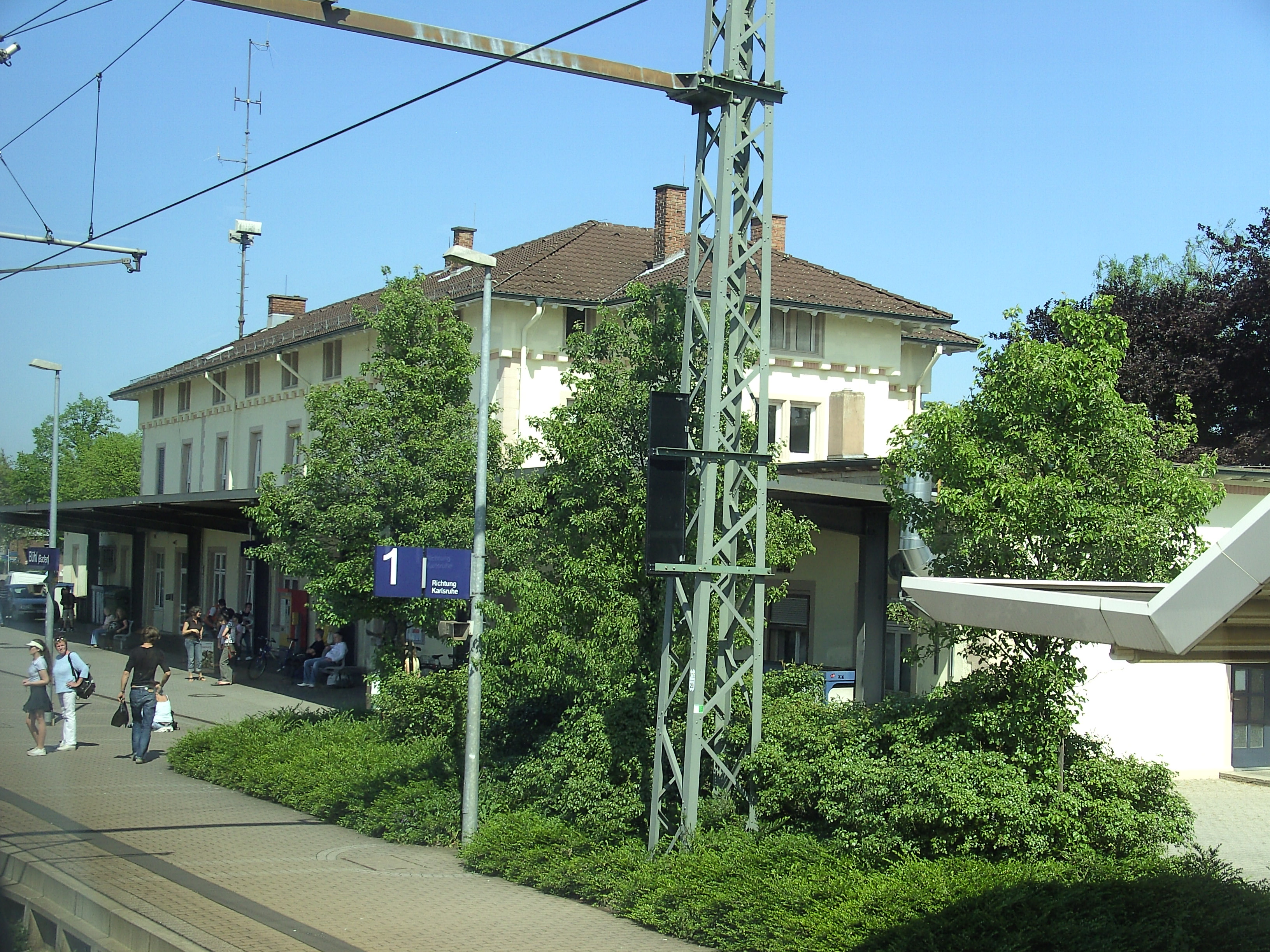
Бюльский железнодорожный вокзал

### XIX век
С 1813 Бюль становится центром одноимённого района. В период с 1822 по 1823 года была построена синагога. В 1835 году великий герцог Баденский Леопольд даровал Бюлю статус города.
В 1840 году в Каппельвиндеке был обнаружен скороспелый и выносливый сорт сливы «бюльская скороспелка».
Особое значение сорт получил после морозной зимы 1879/1880 годов, после которой производство конопли пришло в упадок и выращивание слив стало новой отраслью народного хозяйства. Через Бюль пролегает открытая в 1846 году железнодорожная ветка Оос-Оффербург.
Первая собственная церковь евангелической общины появилась на месте пивоварни между переулком Кремпен и ручьём Бюльот в 1856 году (здание снесено в 1969 году). С 1863 года бюльский район принадлежал округу Баден-Баден. В период с 1873 по 1876 года была построена новая приходская церковь св. Петра и Павла по плану инспектора по строительству в округе Баден-Баден Карла Дернфельда.
Старая приходская церковь была перестроена в ратушу в период между 1879 и 1880 годом.

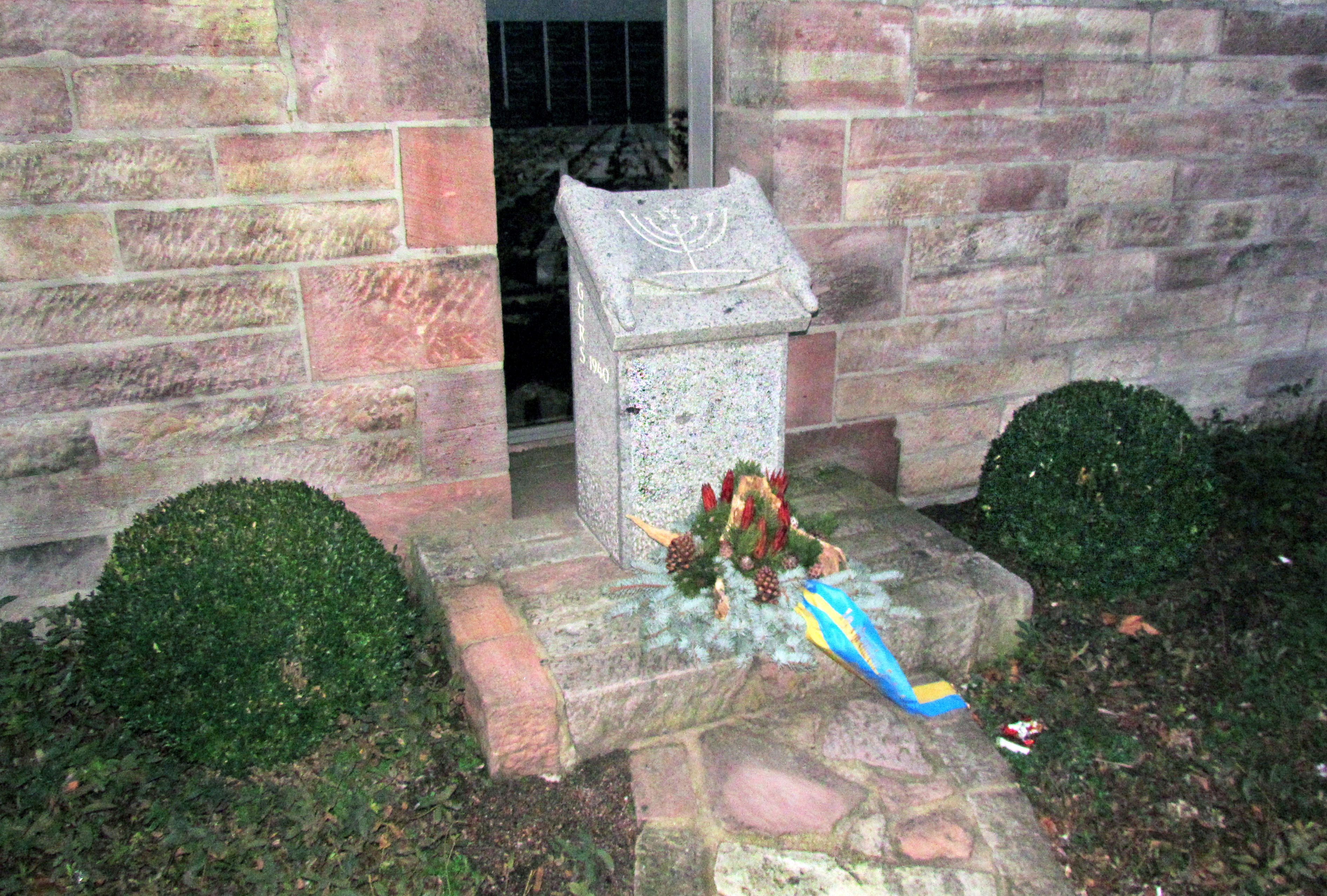
Памятник депортации бюльских евреев в лагерь Гюрс

### XX век
В 1902 году началось строительство центрального водопровода, в 1920 проведено электричество, а после расширения района в 1924 году была проложена канализация (с 1926 по 1934 год).
В 1919 году было создано Общество сбыта фруктов.
С 6 по 8 августа 1927 года в городе прошёл первый Сливовый фестиваль. С 1928 года в городе работает кинотеатр.
В 1933 в Бюле в соответствии с национал-социалистским законодательством начал работать местный совет. 10 ноября 1938 года была сожжена бюльская синагога. В 1939 году бюльский район был преобразован в бюльский округ. 22 октября 1940 года 26 граждан еврейской национальности были депортированы в концентрационный лагерь Гюрс (французские Пиренеи).
14 апреля 1945 года в город вошли французские войска.
15 сентября 1946 года прошли первые с 1933 года свободные выборы в местный совет. В период с 1971 по 1973 года численность населения превысила 20000 человек. В связи с этим руководство города подало прошение о предоставлении Бюлю статуса крупного окружного города. 1 января 1973 года руководством земли Баден-Вюрттембкрг было вынесено положительное решение по этому вопросу. Одновременно с этим произошёл раздел бюльского округа с прекращением его существования. Северная часть отошла раштатскому округу, а южная – новообразованному округу Ортенау. Три пригорода были переданы округу Баден-Баден в 1972 году.

### Присоединённые территории
Нижеперечисленные поселения были включены в состав города:
- 1934: Каппельвиндек
- 1936: Крепость Виндек
- 1 января 1971: Нойзатц (1936: Вальдматт) и Обервайер
- 1 января 1972: Бальцхофен, Айзенталь (включая Мюлленбах и Аффенталь) и Обербрух
- 1 января 1973: Альтшвайер, Моос, Вимбух и Вайтенунг

### Динамика численности населения

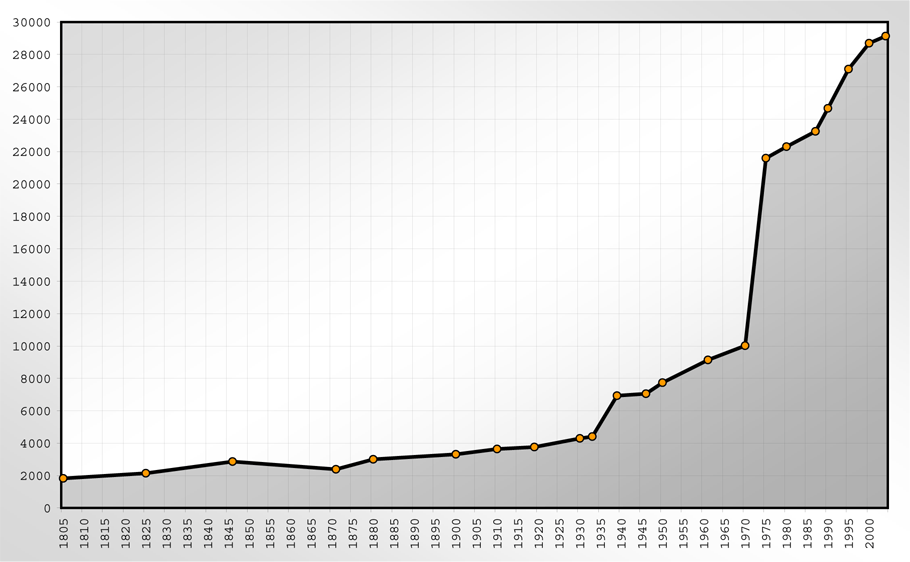
Диаграмма изменения численности населения

| Год / Дата       | Количество жителей |
| ---------------- | ------------------ |
| 1805             | 1.822              |
| 1825             | 2.142              |
| 1846             | 2.860              |
| 1 декабря 1871   | 2.383              |
| 1 декабря 1880 ¹ | 3.002              |
| 1 декабря 1900 ¹ | 3.306              |
| 1 декабря 1910 ¹ | 3.640              |
| 8 октября 1919 ¹ | 3.764              |
| 1930             | 4.290              |
| 16 июня 1933 ¹   | 4.400              |
| 17 мая 1939 ¹    | 6.932              |
| 1946 ¹           | 7.049              |

| Год / Дата         | Количество жителей |
| ------------------ | ------------------ |
| 13 сентября 1950 ¹ | 7.735              |
| 6 июня 1961 ¹      | 9.140              |
| 27 мая 1970 ¹      | 10.013             |
| 31 декабря 1975    | 21.596             |
| 31 декабря 1980    | 22.307             |
| 27 мая 1987 ¹      | 23.246             |
| 31 декабря 1990    | 24.667             |
| 31 декабря 1995    | 27.088             |
| 31 декабря 2000    | 28.690             |
| 31 декабря 2005    | 29.476             |
| 1 июня 2010        | 29.593             |
| 31 декабря 2012    | 28.571             |

¹ По результатам переписи населения

## Официальные символы
На гербе города на синем фоне изображены 3 золотых холма в пропорции 2:1. Герб в его нынешнем виде утверждён в 1900 году. В XIX веке вместо холмов изображались плетёные пчелиные ульи. Городской флаг сине-жёлто-синий, дополненный гербом города.

### Гербы отдельных частей города

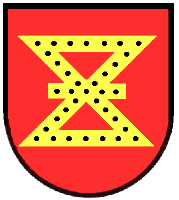
Каппельвиндек
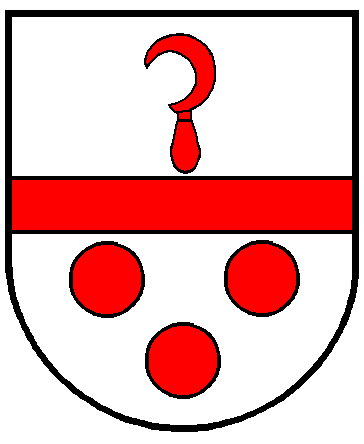
Нойзатц
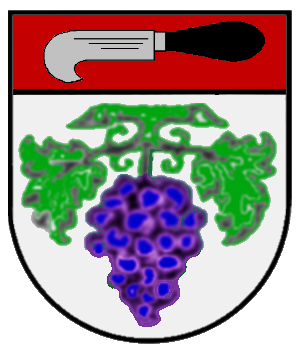
Вальдматт
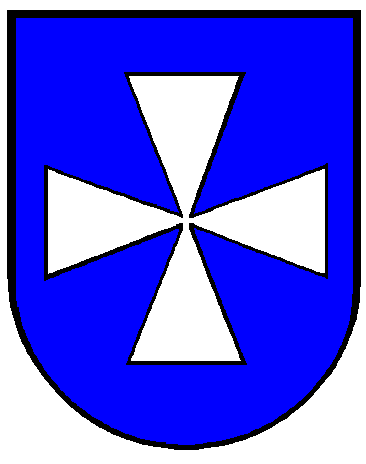
Обервайер
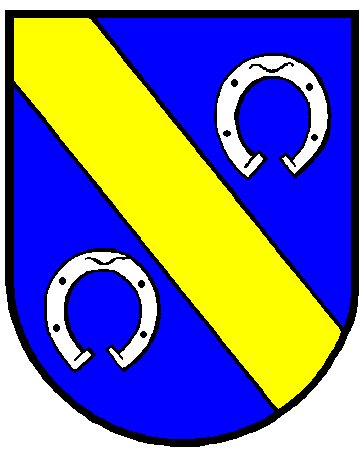
Бальцхофен
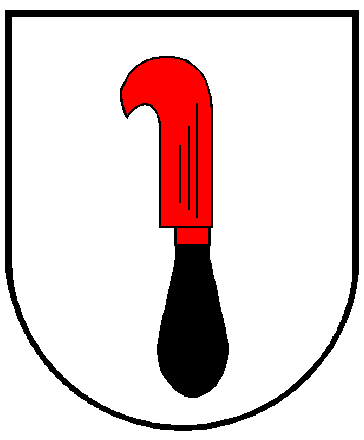
Айзенталь
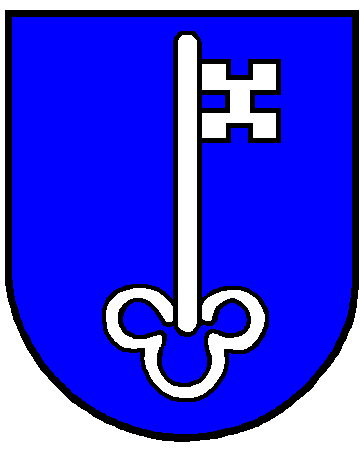
Обербрух
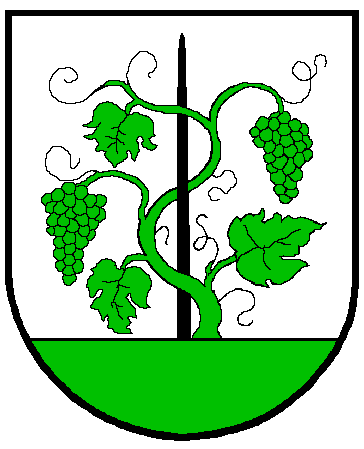
Альтшвайер
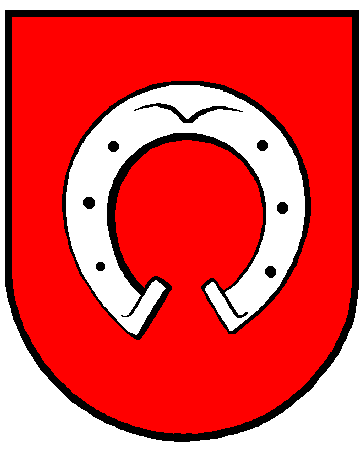
Моос
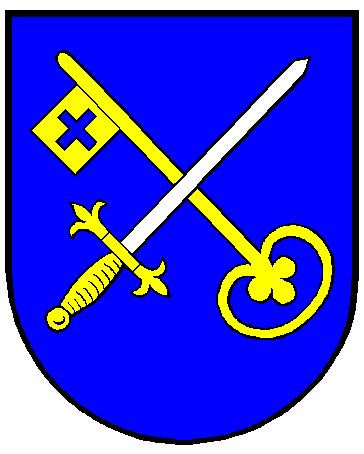
Вимбух
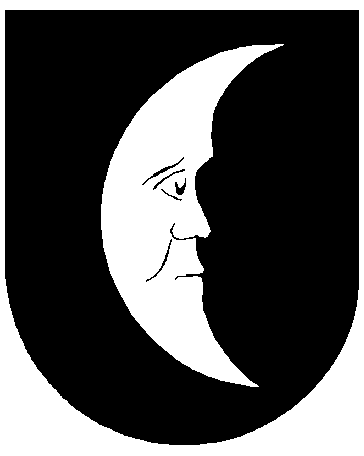
Вайтенунг

## Экономика
В Бюле расположены следующие предприятия:
- ООО ЛуК, производство автокомпонентов (штаб-квартира)[1]
- ООО УХУ, производство клеев (штаб-квартира)[2]
- ООО ГМТ, производитель шумо- и виброизоляционной техники (штаб-квартира)[3]
- АО БАДА, производство технических полимеров (штаб-квартира)[4]
- ООО Штрикер, производство велотехники для инвалидов (штаб-квартира)[5]
- Мануфактура БамБук, производство тандемных веломобилей (штаб-квартира)[6]
- ГСК, фармацевтическая продукция для профилактики заболеваний на уровне конечного потребителя (центральный филиал для Германии, Австрии и Швейцарии)
- ООО Бош, производство автокомпонентов
- АО УСМ и сыновья Шерер, производство модульной мебели[7]
- Холдинг Дормакаба, производство дверей и систем контроля входа/выхода[8]
- ООО Мекель-Шпенглерсан, производство фарматевтических продуктов[9]
- ООО Пепперль + Фукс, производство взрывазащищённой измерительной и регулирующей аппаратуры[10]

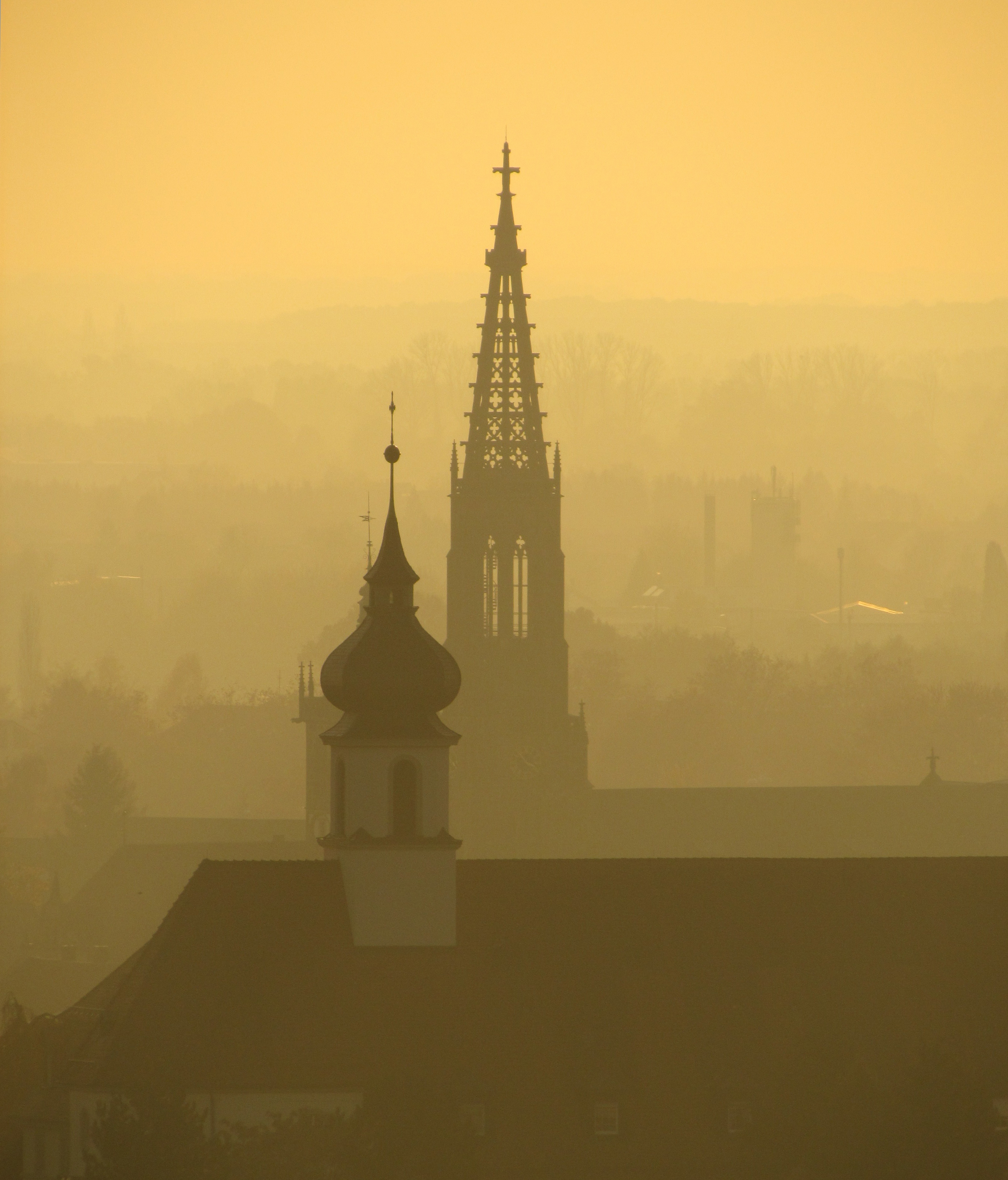
Монастырь Марии помогающей (слева) и церковь св. Петра и Павла (справа)
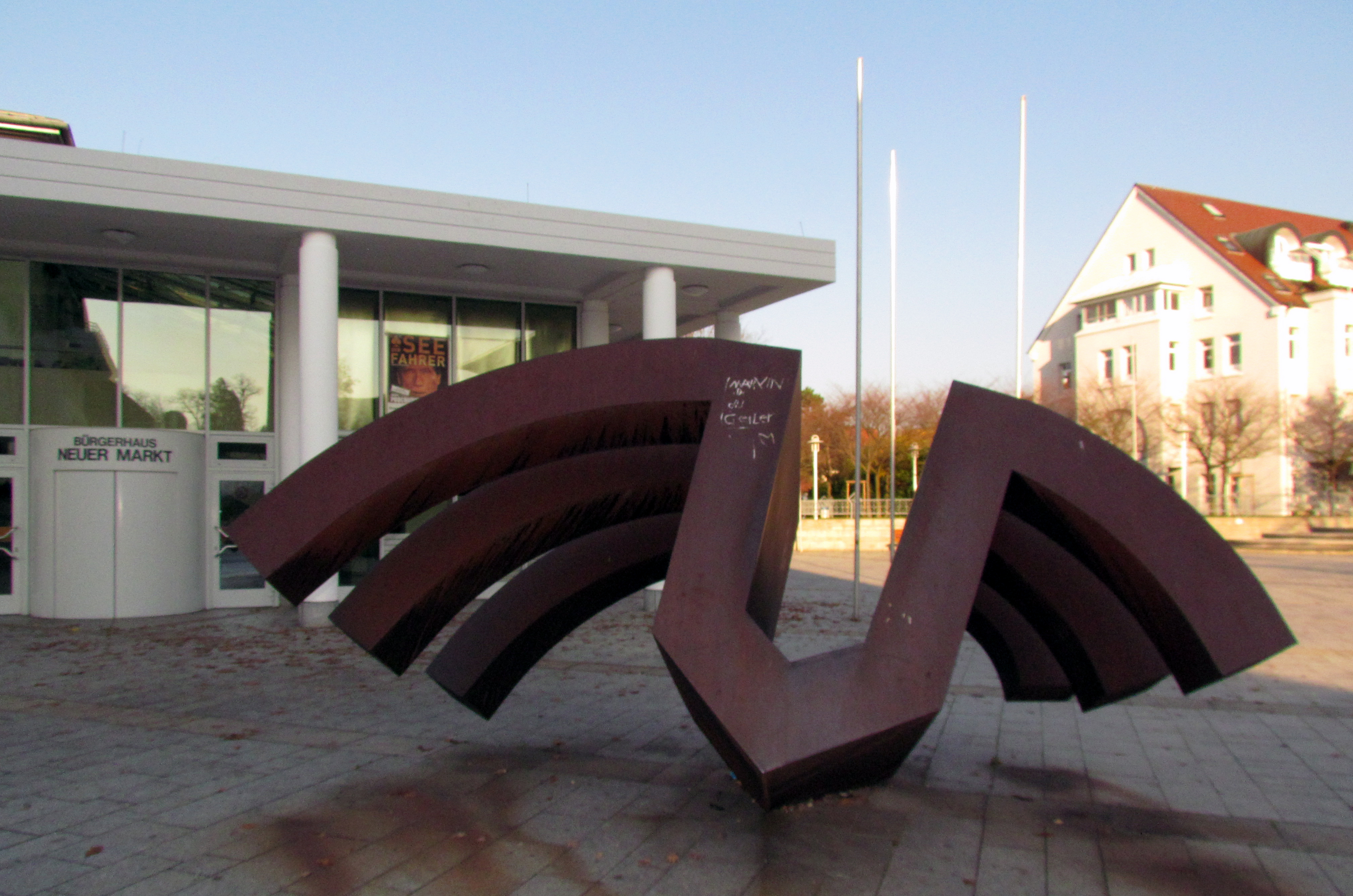
Площадь Европы
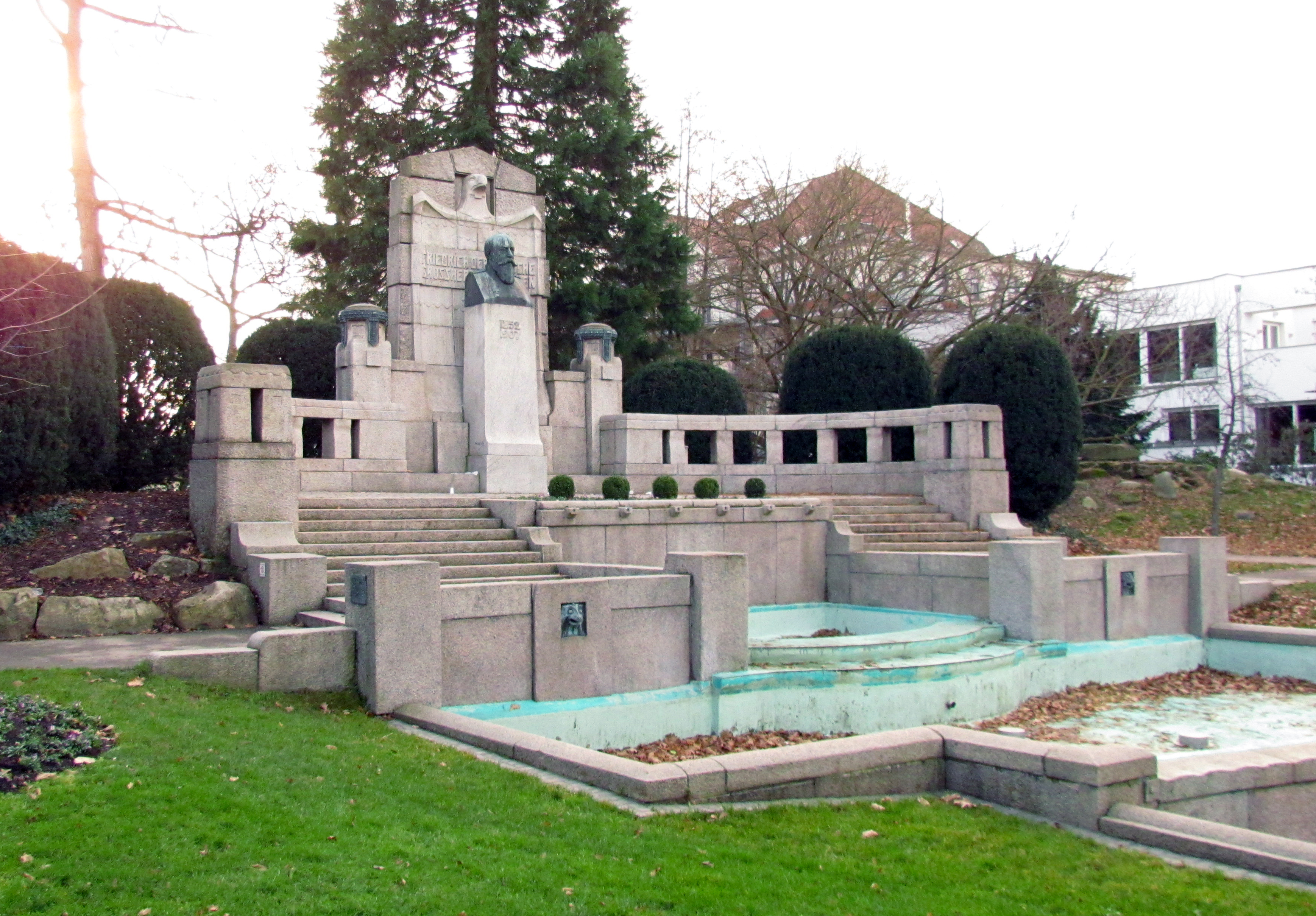
Памятник великому герцогу Баденскому Фридриху I в бюльском городском саду
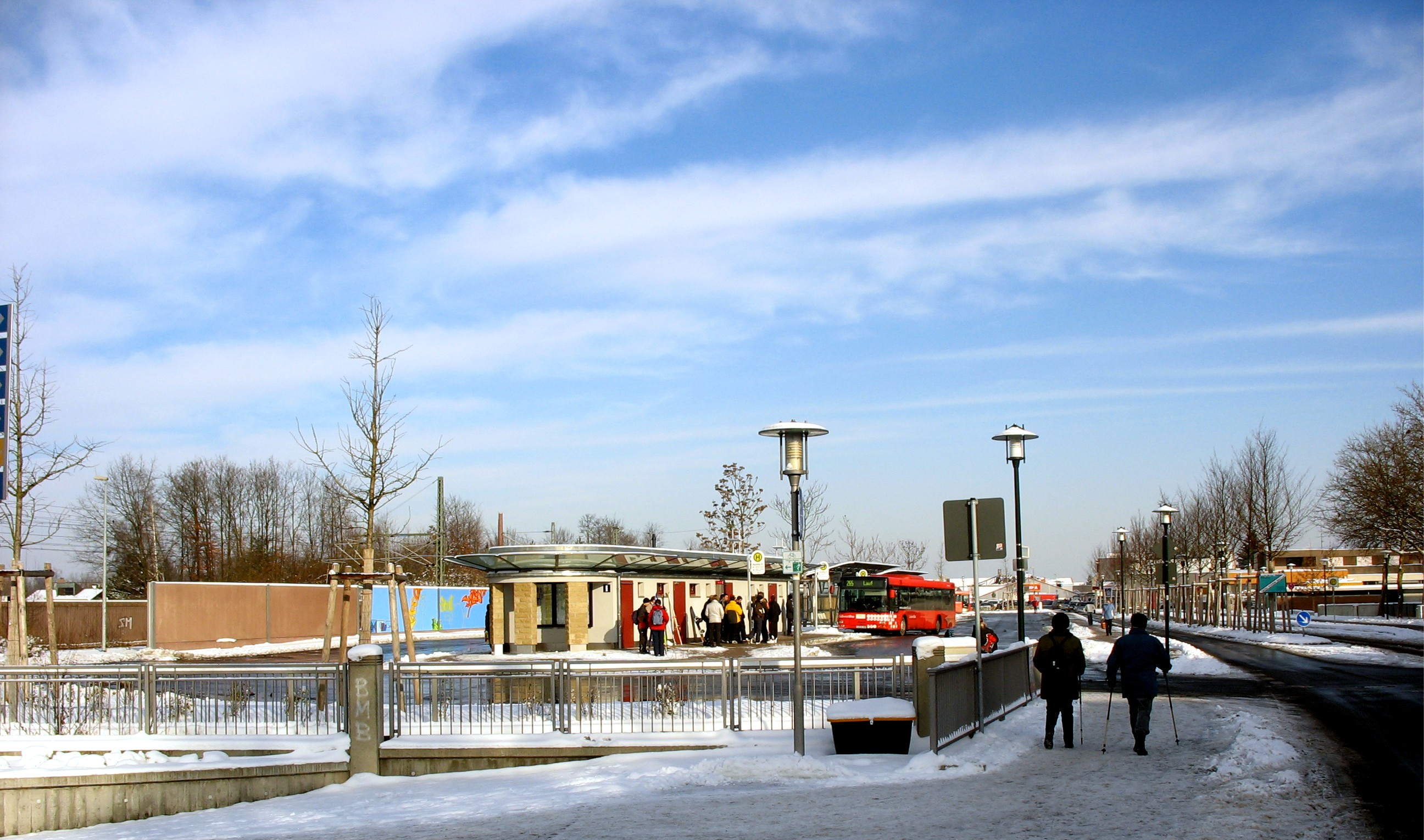
Узловая станция городского и пригородного автобусного сообщения
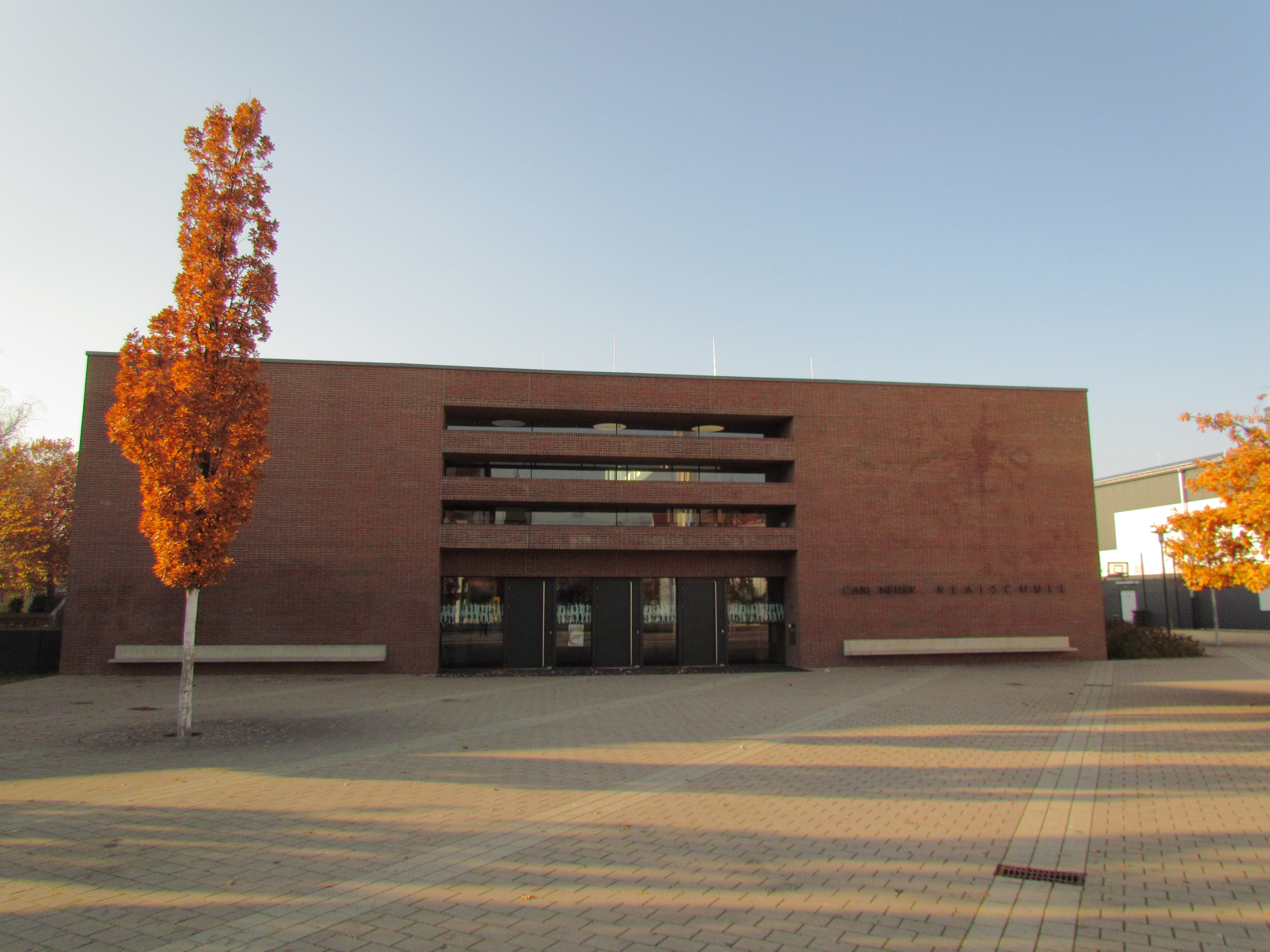
Общеобразовательная школа им. Карла Неттера